# Gnophomyia diacaena
Gnophomyia diacaena är en tvåvingeart som beskrevs av Alexander 1967. Gnophomyia diacaena ingår i släktet Gnophomyia och familjen småharkrankar. Inga underarter finns listade i Catalogue of Life.